# 5295 Мамайо
5295 Мамайо (5295 Masayo) — астероїд головного поясу, відкритий 5 лютого 1991 року.
Тіссеранів параметр щодо Юпітера — 3,190.